# Isín (Sabiñánigo)
Isín est un village de la province de Huesca, situé à environ cinq kilomètres au nord-ouest de la ville de Sabiñánigo, à laquelle il est rattaché administrativement. Il se trouve aux environs des villages d'Acumuer, Asún, Asqués, Bolás et Larrés.
Il compte 70 habitants en 1900, mais sa population décline ensuite jusqu'à atteindre 43 habitants lors du recensement de 1960. Il est abandonné en 1966 après l'acquisition de l'intégralité des terres du village par le Patrimoine forestier de l'État (aujourd'hui ministère de la Transition écologique et du Défi démographique). Il est habité de nouveau depuis le début des années 2000. 
L'église du village, dédiée à saint Étienne, remonte au XVIIe siècle et XVIIIe siècle, mais ses fondations sont romanes. 